# Francesc-Xavier Ciuraneta Aymí
Francesc-Xavier Ciuraneta Aymí (La Palma d'Ebre, 12 marzo 1940 – La Palma d'Ebre, 11 novembre 2020) è stato un vescovo cattolico spagnolo.

## Biografia
Francesc-Xavier Ciuraneta Aymí nacque a La Palma d'Ebre il 12 marzo 1940.

### Formazione e ministero sacerdotale
Il 28 giugno 1964 fu ordinato presbitero a Tortosa. Dopo diversi incarichi pastorali fu segretario di monsignor Ricardo María Carles Gordó, sia a Tortosa che a Barcellona. In seguito tornò nella sua diocesi e al momento della nomina episcopale ricopriva gli uffici di vicario generale e di vicario episcopale per la promozione dell'attività pastorale.

### Ministero episcopale
Il 12 giugno 1991 papa Giovanni Paolo II lo nominò vescovo di Minorca. Ricevette l'ordinazione episcopale il 14 settembre successivo dall'arcivescovo Mario Tagliaferri, nunzio apostolico in Spagna, co-consacranti l'arcivescovo di Barcellona Ricardo María Carles Gordó e il vescovo di Tortosa Lluís Martínez Sistach.
Dal 1996 al 1997 presiedette l'assemblea diocesana. Alla fine di questa quale accettò tutte le proposte per il rinnovamento della vita cristiana nella Chiesa di Minorca. Gli assi evidenziati erano: evangelizzazione, santificazione e servizio. Avviò i lavori di restauro dei locali del seminario conciliare e promosse l'avvio del processo diocesano di beatificazione dei martiri della persecuzione religiosa spagnola del periodo della guerra civile che proseguì anche dopo il suo trasferimento.
Era noto per il suo carattere gentile e la sua vicinanza ai sacerdoti e alla gente, distinguendosi per il suo amore per i più bisognosi e indigenti della società, attraverso le azioni promosse dalla Caritas diocesana.
Il 29 ottobre 1999 lo stesso papa Giovanni Paolo II lo nominò vescovo di Lleida. Prese possesso della diocesi il 19 dicembre successivo con una cerimonia tenutasi nella cattedrale dell'Assunzione di Maria Vergine a Lleida.
Promosse la costruzione della nuova sede diocesana della Caritas, la ristrutturazione dell'Accademia mariana e dell'opera storica "Arrels cristianes de Lleida". Partecipò alla costruzione della Casa di spiritualità ed eresse le parrocchie di Santa Teresa Jornet e Sant'Antonio Maria Claret a Lleida.
Durante la sua attività pastorale nella diocesi di Lleida, proseguì il conflitto sui beni della Striscia, iniziato anni prima e attualmente in attesa di risoluzione, un conflitto tra le comunità autonome dell'Aragona e della Catalogna sui beni ecclesiastici appartenenti alle parrocchie di Osceo trasferite nel 1995 dalla diocesi di Lleida a quella di Barbastro-Monzón.
Nel febbraio del 2005 compì la visita ad limina.
L'8 marzo 2007 papa Benedetto XVI accettò la sua rinuncia al governo pastorale della diocesi per motivi di salute. Qualche tempo prima gli era stata diagnosticata la malattia di Parkinson.
Lo stesso anno fu insignito della Croce di San Giorgio dalla Generalitat de Catalunya.
Il 14 settembre 2016 festeggiò il 25º anniversario di ordinazione episcopale con una celebrazione nella cattedrale dell'Assunzione di Maria Vergine a Lleida.
In seno alla Conferenza episcopale spagnola fu membro della commissione per l'apostolato secolare dal 1990 al 2002 e membro della commissione per la pastorale dal 2002 al 2008.
Morì nella sua residenza a La Palma d'Ebre la mattina dell'11 novembre 2020 all'età di 80 anni. Le esequie si tennero il giorno successivo alle ore 16 nella cattedrale dell'Assunzione di Maria Vergine a Lleida. Al termine del rito fu sepolto nella cappella di Nostra Signora di Montserrat dello stesso edificio. Il 14 novembre alle ore 11 si tenne una messa in suffragio nella cattedrale di Santa Maria a Ciutadella de Menorca presieduta da monsignor Francisco Conesa Ferrer.

## Genealogia episcopale
La genealogia episcopale è:
- Cardinale Scipione Rebiba
- Cardinale Giulio Antonio Santori
- Cardinale Girolamo Bernerio, O.P.
- Arcivescovo Galeazzo Sanvitale
- Cardinale Ludovico Ludovisi
- Cardinale Luigi Caetani
- Cardinale Ulderico Carpegna
- Cardinale Paluzzo Paluzzi Altieri degli Albertoni
- Papa Benedetto XIII
- Papa Benedetto XIV
- Papa Clemente XIII
- Cardinale Giovanni Francesco Albani
- Cardinale Carlo Rezzonico
- Cardinale Antonio Dugnani
- Arcivescovo Jean-Charles de Coucy
- Cardinale Gustave-Maximilien-Juste de Croÿ-Solre
- Vescovo Charles-Auguste-Marie-Joseph Forbin-Janson
- Cardinale François-Auguste-Ferdinand Donnet
- Vescovo Charles-Emile Freppel
- Cardinale Louis-Henri-Joseph Luçon
- Cardinale Charles-Henri-Joseph Binet
- Cardinale Maurice Feltin
- Cardinale Jean-Marie Villot
- Arcivescovo Mario Tagliaferri
- Vescovo Sebastià Taltavull Anglada